# Kyla Leibel
Kyla Anne Leibel (9 de outubro de 2001) é uma nadadora canadense.
Leibel competiu nos Jogos Olímpicos da Juventude de 2018 e no Pan-Pacífico de Natação de 2018, a qual foi a primeira competição durante a qual representou o Canadá em um nível sênior. Ela também competiu nos Jogos Pan-Americanos de 2019 onde venceu a medalha de prata na modalidade 4x100 m medley misto e a medalha de bronze na modalidade 4x100 m livre feminino.